# Pfarrkirche Ober-Grafendorf

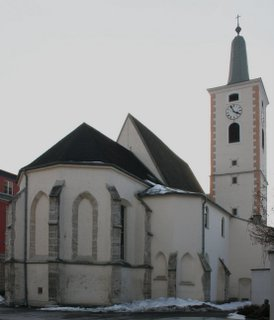
Pfarrkirche Ober-Grafendorf

Die Pfarrkirche Ober-Grafendorf ist die römisch-katholische Pfarrkirche vom niederösterreichischen Ober-Grafendorf.

## Baugeschichte
Die heute dem hl. Josef geweihte Pfarrkirche hat ihren Ursprung in der zweiten Hälfte des 15. Jahrhunderts. Sie wurde mit hoher Wahrscheinlichkeit über einem älteren Vorgängerbau erbaut, zumal die Pfarre bereits um 1250 errichtet wurde.
Umfangreichere bauliche Veränderungen fanden in den Jahren 1738–1756 statt, wobei insbesondere der südliche Nebenchor zur Sakristei umfunktioniert wurde, während der Turm seine heutige Höhe erhielt und mit einem schlanken, ausschwingenden Polygonalhelm versehen wurde.
Schließlich wurde das nördliche Seitenschiff 1880 durch den Einbau einer Empore um ein Stockwerk erhöht.

## Architektur

### Langhaus

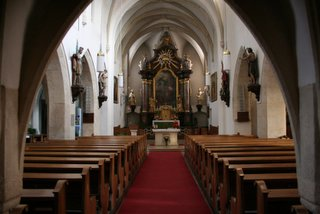
Blick in das Langhaus

Das Langhaus der gotischen Pfeilerbasilika ist vierjochig ausgeführt, wobei sich das Mittelschiff in niedrigen Spitzbogenarkaden zu den Seitenschiffen öffnet. Über dem südlichen Seitenschiff finden sich Obergadenfenster aus dem 18. Jahrhundert, während an der Nordseite dieser Bereich durch die später ergänzte Empore eingenommen wird.

### Chor
Über dem zweijochigen Chor mit 5/8-Schluss spannt sich ein Kreuzrippengewölbe, das etwas niedriger als das Langhaus ausgeführt ist. Die Spitzbogenfenster sind vermauert.
Der Hochaltar war ursprünglich ein Seitenaltar der Klosterkirche der Karmelitinnen von St. Pölten (heutige Prandtauerkirche), die 1782 in der josephinischen Ära profaniert wurde. Auf diesem Wege kam die vergleichsweise kleine Pfarre Ober-Grafendorf zu einem Altarbild des bedeutenden Barockmalers Daniel Gran. Es zeigt den hl. Josef und stammt aus dem Jahr 1750. Flankiert wird das Altarbild von Statuen der hll. Joachim und Anna, die von dem Bildhauer Peter Widerin 1742 geschaffen wurden. Der Hauptaltar befindet sich in der Pfarrkirche St. Stephan in Tulln, der zweite Seitenaltar in Michelhausen.
Über dem sehr einfachen Chorgestühl finden sich zu beiden Seiten des Chors große Leinwandbilder, die 1856 von Franz Josef Dobiaschofsky geschaffen wurden und die Gleichnisse vom verlorenen Sohn und dem barmherzigen Samariter darstellen.
Im nördlichen Nebenchor mit ebenfalls vermauerten Spitzbogenfenstern befindet sich eine Marienstatue auf einem einfachen Altar.